# Knappschaftswesen in Mecklenburg
Als Knappschaft wird die Gesamtheit der in einem Bergwerk oder in einem Bergbaurevier beschäftigten Bergleute bezeichnet. Der Name Knappschaftswesen rührt von der seit dem Mittelalter bekannten Bezeichnung „dy knabschaft“ für die Belegschaft eines Bergbaureviers her. Archivalisch belegt ist diese Bezeichnung erstmals seit dem Jahr 1426 als Bezeichnung für die Belegschaft des Freiberger Bergbaureviers in Sachsen. […] „1479 wurden auch die Belegschaften in Schneeberg und Annaberg im Erzgebirge als Knappschaften bezeichnet, und bis Ende des 15. Jahrhunderts hatte sich der Begriff in nahezu allen deutschen Bergbaurevieren durchgesetzt“.
Erst ab dem Jahre 1900 galt – im Zusammenhang mit dem Aufschluss der Kali- und Steinsalzlagerstätte bei Jessenitz – auch für das Großherzogtum Mecklenburg-Schwerin eine diesbezügliche Rechtsvorschrift.

## Die „Bergordnung“ Mecklenburgs

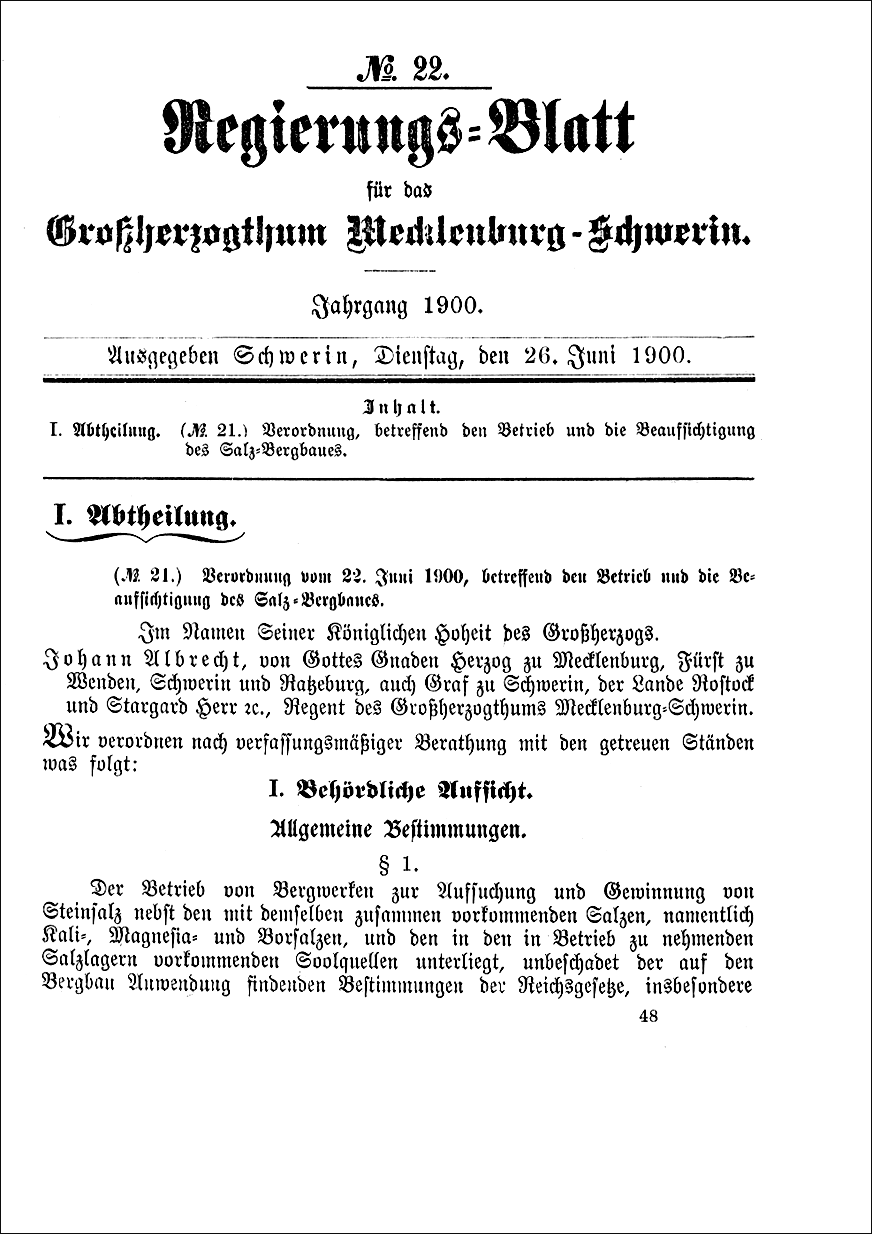
„Bergordnung“ für das Großherzogtum Mecklenburg-Schwerin

Im Großherzogtum Mecklenburg-Schwerin, wo bereits seit 1817 Bergbau auf Braunkohle betrieben wurde, fehlte bis zum Aufschluss der Kali- und Steinsalzlagerstätte bei Jessenitz eine diese bergmännischen Arbeiten regelnde gesetzliche Vorschrift.
Erst mit der „Verordnung vom 22. Juni 1900, betreffend den Betrieb und die Beaufsichtigung des Salz-Bergbaues“ (Regierungs-Blatt No. 22 für das Großherzogthum Mecklenburg-Schwerin vom 26. Juni 1900, siehe Abbildung nebenstehend) schuf Herzog Regent Johann Albrecht ein Regelwerk für die Ausführung und Beaufsichtigung dieser mit vielen spezifischen Gefahren verbundenen Arbeiten. Diese sogenannte „Mecklenburgische Bergordnung“ war den seinerzeit bereits modernen bergbaulichen Gegebenheiten angepasst und nicht zu vergleichen mit den wesentlich älteren Bergordnungen anderen Bergbaureviere. Mit dieser Verordnung wurden die bergbehördliche Aufsicht, der Bergwerksbetrieb, der Schutz der Erdoberfläche, die Verfahrensweise bei Gefahren und Zuwiderhandlungen sowie die Schadensersatzpflicht des Bergwerksbesitzers geregelt.
Als Oberaufsichtsbehörde fungierte das Ministerium des Innern. Die Aufsicht erstreckte sich gemäß § 3 auf […] „1. die Sicherheit der Baue, 2. die Sicherheit des Lebens und der Gesundheit der Arbeiter, 3. die Aufrechterhaltung der guten Sitten und des Anstandes durch die Einrichtung des Betriebes, 4. den Schutz der Oberfläche im Interesse der persönlichen Sicherheit und des öffentlichen Verkehrs, 5. den Schutz gegen gemeinschädliche Einwirkungen des Bergbaues“. Vorgeschrieben waren bereits unter anderem das Führen eines Zechenbuches (§ 6), die Führung des Bergwerksbetriebes auf der Grundlage eines genehmigten Betriebsplanes (§ 7), die Anfertigung eines Grubenbildes durch einen zugelassenen Markscheider (§ 11) und der Einsatz befähigter Personen als Betriebsführer, Steiger und technische Aufseher (§ 12).
Die „Ausführungs-Bestimmungen vom 29. Juni 1900 zu der Landesherrlichen Verordnung vom 22. Juni 1900, betreffend den Betrieb und die Beaufsichtigung des Salzbergbaues“ enthielten grundsätzliche Vorgaben für die Schachtanlagen als solche (§§ 1–2), den Grubenbetrieb (§§ 3–5), die Fahrung (§§ 6–8), die Förderung (§§ 9–11), die Schießarbeit (§§ 13–25), die Wetterführung (§§ 26–30), die Maschinen (§§ 31–34) aber auch für die Arbeiter (§§ 35–39). Eigenartigerweise fehlt in dieser Rechtsvorschrift ein Paragraph 12.
Die Mecklenburgische „Bergordnung“ wurde später abgelöst durch das „Berggesetz vom 2. März 1922“ (RBl. für Mecklenburg-Schwerin, Jahrgang 1922; ausgegeben am 30. März 1922). Dieses neue Bergrecht für den seit 1919 bestehenden Freistaat Mecklenburg-Schwerin war mit 116 Paragraphen wesentlich umfassender als die Verordnung vom 22. Juni 1900. Sie galt natürlich auch noch für die letzten Betriebsjahre des Kaliwerkes Conow. Wenn es in dieser alten Verordnung zum Geltungsbereich noch heißt […] „zur Aufsuchung und Gewinnung von Steinsalz nebst den mit denselben zusammen vorkommenden Salzen, namentlich Kali-, Magnesia- und Borsalzen, und den in den Betrieb zu nehmenden Salzlagern vorkommenden Soolquellen unterliegt…“ [sic], so beinhaltet Paragraph I des Berggesetzes von 1922: […] „Steinsalz und alle übrigen Salze, sowie Bitumen in festem, flüssigen und gasförmigen Zustand, insbesondereErdöl, Erdgas, Bergwachs (Ozokerit), Asphalt, sowie die wegen ihres Gehaltes an Bitumen nutzbaren Mineralien und Gesteine, feiner Steinkohle, Braunkohle und Graphit, Sole, Metalle und deren Erze, Schwefel, Alaun- und Vitriolerze sowie Edelsteine sind von dem Verfügungsrecht des Grundstückseigentümers ausgeschlossen. Als Grundstückseigentümer im Sinne des Gesetzes gilt auch der Nutzeigentümer“.

## Der Beginn des Knappschaftswesens in Mecklenburg

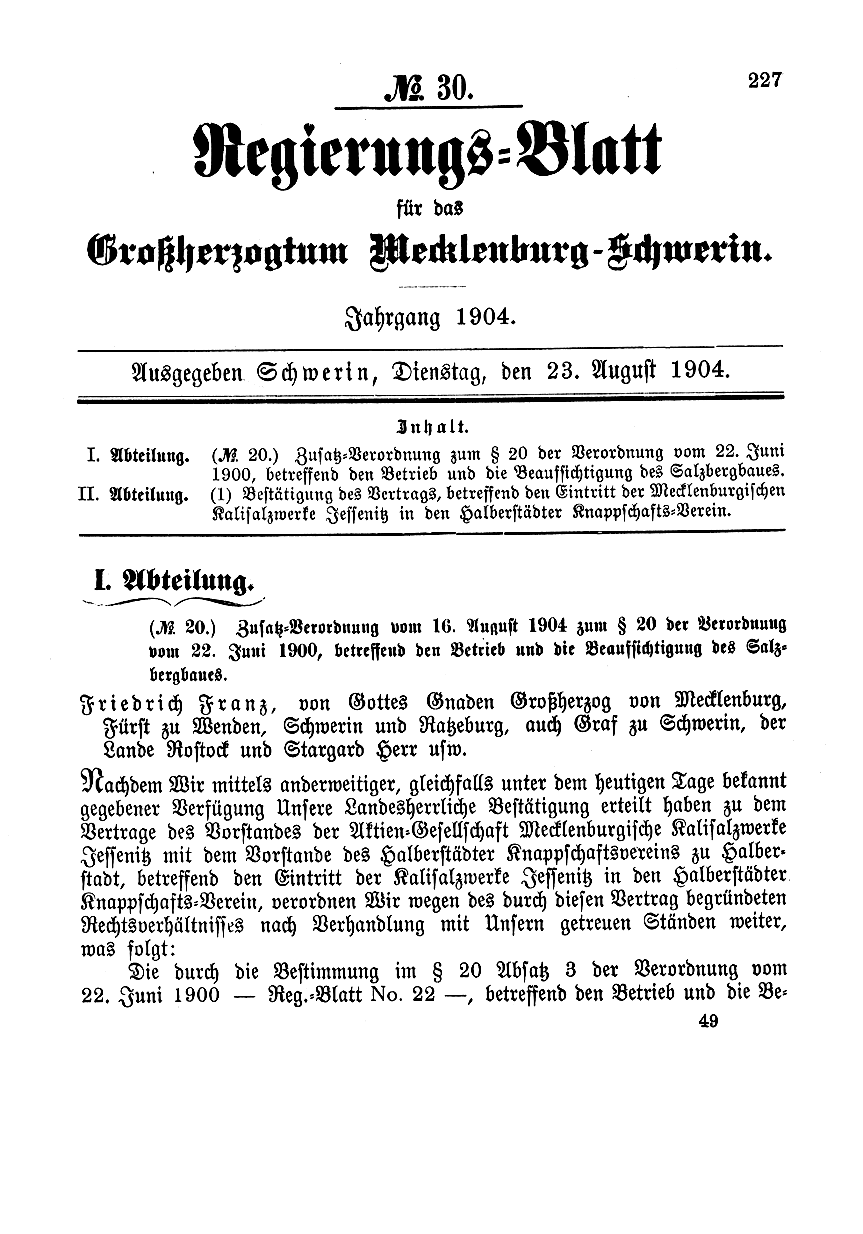
Zusatz-Verordnung vom 16. August 1904 zum § 20 der Verordnung vom 22. Juni 1900, betreffend den Betrieb und die Beaufsichtigung des Salzbergbaus

Das Bekanntwerden von Kalisalzfunden in Staßfurt regte auch in Mecklenburg die Suche nach solchen Salzlagerstätten an.
Hier, im Großherzogtum Mecklenburg-Schwerin, war inzwischen durch „Landesherrliche Verordnung vom 16. Mai 1879“ der Salzbergbau verstaatlicht worden. Nur der Besitzer des Rittergutes Jessenitz blieb hiervon durch einen diesbezüglichen Erlass ausgenommen.
Bereits die erste Suchbohrung auf seinen Grundbesitz fand Ende 1882 ebensolche Kalisalze. Die inzwischen gegründete Mecklenburgische Kalisalzwerke Jessenitz Aktiengesellschaft begann am 10. Juni 1886 mit dem Abteufen eines Schachtes. Nach Überwindung überaus großer Schwierigkeiten beim Niederbringen des Schachtes fand nach fast 15 Jahren endlich, am 18. Oktober 1900, die Schachttaufe in Anwesenheit des Herzog Regenten Johann Albrecht von Mecklenburg-Schwerin statt.
Der Aufbau eines eigenständigen Knappschaftsvereins im Großherzogtum Mecklenburg-Schwerin kam aus kapazitiven / wirtschaftlichen Erwägungen nicht in Betracht. So suchte man den Anschluss an den Halberstädter Knappschaftsverein, dessen territorialer Wirkungskreis bereits bis an die Landesgrenze reichte.
In einer „Zusatz-Verordnung vom 16. August 1904 zum § 20 der Verordnung vom 22. Juni 1900, betreffend den Betrieb und die Beaufsichtigung des Salzbergbaues“ (Regierungs-Blatt No. 30 für das Großherzogtum Mecklenburg-Schwerin vom 23. August 1904, siehe Abbildung nebenstehend) erhielt der Vertrag zwischen dem Vorstand der Aktiengesellschaft Mecklenburgische Kalisalzwerke Jessenitz mit dem Vorstand des Halberstädter Knappschafts-Vereins die landesherrliche Bestätigung des jetzt regierenden Großherzogs Friedrich Franz. Erst hiermit etablierte sich auch im Großherzogtum Mecklenburg-Schwerin ein Knappschaftswesen als eine Form der Solidargemeinschaft zwischen dem Bergwerksbetreiber und seinen Beschäftigten. Die Schachtanlage Jessenitz galt somit als sogenanntes „Vereinswerk“ des Halberstädter Knappschaftsvereins.
Im Vertrag zwischen dem Vorstand des Halberstädter Knappschaftsvereins und der Aktiengesellschaft Mecklenburgische Kalisalzwerke Jessenitz heißt es im § 1 u. a. […] „Das der Aktiengesellschaft Mecklenburgische Kalisalzwerke Jessenitz gehörige Salzbergwerk zu Jessenitz tritt dem Halberstädter Knappschaftsverein als Vereinswerk bei“.
Der im Archivgut vorliegende Vertragsentwurf entspricht in allen Punkten wortwörtlich demjenigen Vertrag, welchen bereits am 30. Oktober 1895 das Kaliwerk „Glück auf“ Sondershausen mit dem Vorstand des Halberstädter Knappschaftsverein geschlossen hatte.
[…] „Besitzerin, Beamte und Arbeiter dieses Werkes haben von dem Zeitpunkte des Beitritts alle Rechte und Pflichten wie auf jedem anderen zum Halberstädter Knappschaftsvereine gehörigen Werke. Demzufolge sind Mitglieder des Halberstädter Knappschaftsvereins (§ 3 des Statuts) ohne Rücksicht auf Reichs- und Staatszugehörigkeit, Alter und Geschlecht, alle Arbeiter des den Mecklenburgischen Kalisalzwerken Jessenitz gehörigen Salzbergwerks zu Jessenitz. Berechtigt zur Mitgliedschaft sind alle Werksbeamten… Es gilt für das Werk das Statut des Halberstädter Knappschaftsvereins“.
Das Salzbergwerk Jessenitz als solches trat mit sofortiger Wirkung der Halberstädter Haftpflichtkasse bei (§ 9 des Statuts).
Mit dem Beitritt waren alle hier beschäftigten Beamten und Arbeiter vom Halberstädter Knappschaftsverein gegen Krankheit nach Maßgabe des Reichs-Krankenversicherungsgesetzes („Reichs-Gesetz betreffend die Krankenversicherung der Arbeiter vom 15. Juni 1883 in der Fassung des Gesetzes vom 10. April 1892“) und des Knappschafts-Statuts versichert. Diese Versicherung umfasste auch die Invaliden-, Witwen- und Waisenversicherung.
Die Versicherung gegen Betriebsunfälle erfolgte durch die Knappschafts-Berufsgenossenschaft. Die im „Invalidenversicherungsgesetz für das Deutsche Reich vom 13. Juli 1899“ angeordnete Invaliditäts- und Altersversicherung erfolgte durch Vermittlung des Halberstädter Knappschaftsvereins bei der Norddeutschen Knappschafts-Pensionskasse in Halle a. S.
Es waren beispielsweise auf der Schachtanlage Jessenitz im III. Quartal 1908 insgesamt 392 Bergarbeiter angelegt. Der Durchschnittslohn eines Bergarbeiters pro verfahrene Schicht betrug 3,26 Mark (nach Abzug von 21 Pfg. an Knappschafts- und Krankenkassen-Beiträgen). Der durchschnittliche Vierteljahreslohn eines Kumpels lag in diesem Zeitraum bei 243,60 Mark; hingegen im I. Quartal 1909 sogar 294.- Mark. Natürlich stiegen damit auch die Knappschafts und Krankenkassen-Beiträgen um 8 Pfg. auf nun 29 Pfg.
Mit „Bekanntmachung vom 18. Mai 1912, betreffend die Invaliden- und Hinterbliebenen-Versicherung der im Großherzogtum Mecklenburg-Schwerin wohnenden Angehörigen des Halberstädter Knappschaftsvereins“ (RBl. für Mecklenburg-Schwerin, Jahrgang 1912; ausgegeben am 22. Mai 1912)
wurden diese Versicherungsabläufe (Beantragung, Begutachtung etc.) – in Abstimmung mit dem Königlichen Oberbergamt Halle – den örtlich bislang zuständigen Versicherungsämtern entzogen und dem Vorstand des Halberstädter Knappschaftsvereins übertragen.
Eine Übersicht über die im Jahre 1900 bestehenden Knappschaftskassen und in welcher Form Betriebsunfälle vom Bergwerksbetreiber anzuzeigen waren, sind aus den untenstehenden Abbildungen ersichtlich.

## Die Knappschaftsverträge der Kali- und Steinsalzwerke Lübtheen und Conow

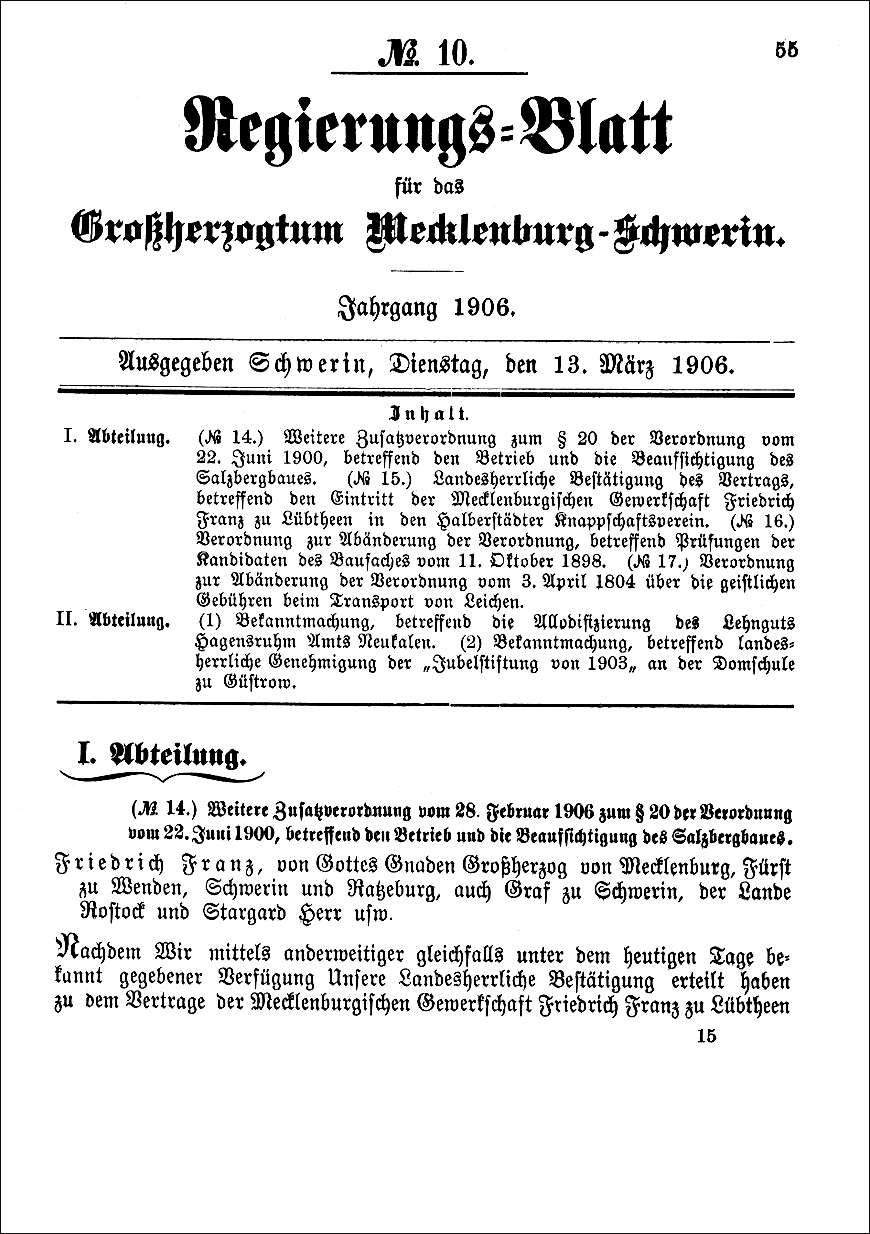
Weitere Zusatz-Verordnung vom 20. Oktober 1913 zum § 20 der Verordnung vom 22. Juni 1900, betreffend den Betrieb und die Beaufsichtigung des Salzbergbaus; hier Beitritt der Gewerkschaft Friedrich Franz Lübtheen in den Halberstädter Knappschafts-Verein
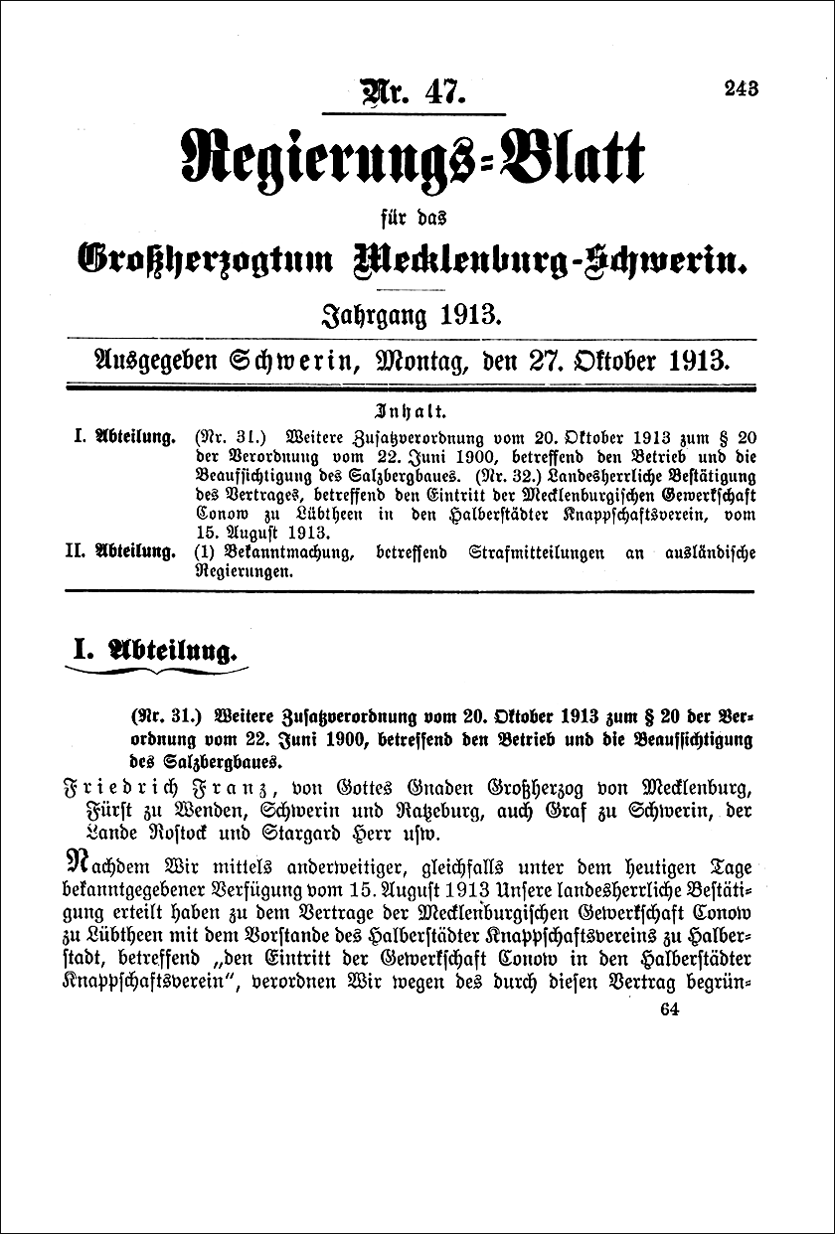
Weitere Zusatz-Verordnung vom 20. Oktober 1913 zum § 20 der Verordnung vom 22. Juni 1900, betreffend den Betrieb und die Beaufsichtigung des Salzbergbaus; hier Beitritt der Gewerkschaft Conow zum Halberstädter Knappschafts-Vereins

Mit Vertrag vom 30. Oktober 1905 / 17. November 1905 trat die Mecklenburgische Gewerkschaft Friedrich Franz zu Lübtheen, Betreiberin des Kali- und Steinsalzbergwerkes Lübtheen, ebenfalls dem Halberstädter Knappschaftsverein als Vereinswerk bei. Auch hier waren mit der Rechtsgültigkeit des Vertrages (die Großherzogliche Genehmigung erfolgte am 28. Februar 1906; siehe RBl. Nr. 10 vom 13. März 1906) alle hier beschäftigten Werksbeamten und Arbeiter vollumfänglich versichert (Invaliden-, Witwen- und Waisenversicherung, Versicherung gegen Betriebsunfälle, Invaliditäts- und Altersversicherung). Versicherer war die Knappschafts-Berufsgenossenschaft. Die im Reichsgesetz vom 13. Juli angeordnete Invaliditäts- und Altersversicherung erfolgte bei der Norddeutschen Knappschafts-Pensionskasse Halle.
Letztlich trat auch die Gewerkschaft Conow mit Vertrag vom 28. Mai 1913 / 21. Mai 1913 – Betreiberin des Kali- und Steinsalzbergwerkes Conow – dem Halberstädter Knappschaftsverein als Vereinswerk bei. Die Veröffentlichung der Großherzoglichen Genehmigung erfolgte am 20. Oktober 1913 (siehe RBl. Nr. 47 vom 27. Oktober 1913; siehe Abbildung nebenstehend).
Der sofortige Beitritt beider Bergwerke in die Halberstädter Haftpflichtkasse war vertragsgemäß obligatorisch.
Neben den knappschaftlichen Kassen bestanden in den mecklenburgischen Salzbergwerken auch sogenannte „Arbeiter-Unterstützungskassen“. Deren Ein- und Ausgaben wurden getrennt von den übrigen Werkskassen geführt und in ihr flossen die Einnahmen von Strafgeldern, welche bei Verstößen gegen die Arbeitsordnungen der Werke anfielen. Dazu kamen die bei der Lohnberechnung nicht zur Auszahlung gekommenen Pfennigbeträge (vergleichbar mit der anderenorts früher üblichen Büchsenkasse), nicht abgeholte Löhne sowie Zinserträge dieser Kassengelder. Diese Unterstützungskassen hatten den Zweck, hilfsbedürftigen Werksangehörigen oder deren Angehörige im Rahmen der verfügbaren Mittel zu unterstützen.

## Das Statut des Halberstädter Knappschaftsvereins

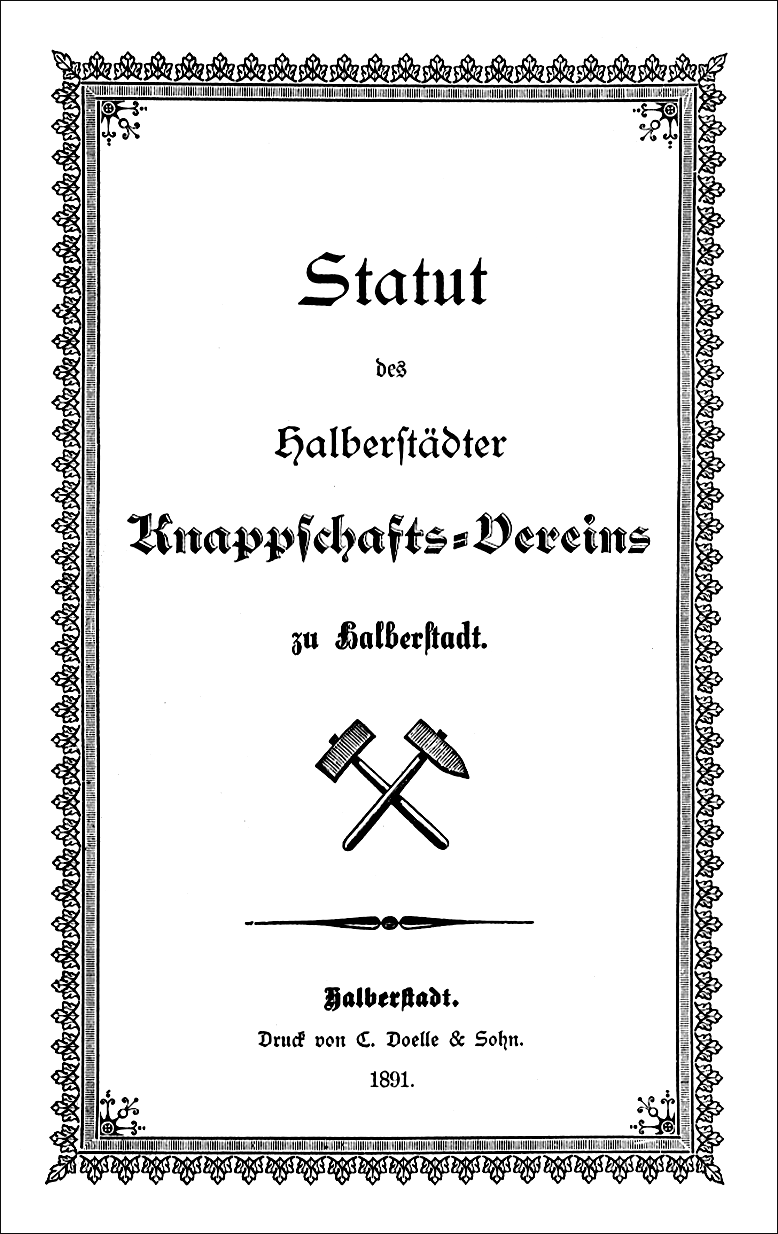
Statut des Halberstädter Knappschafts-Vereins aus dem Jahre 1891
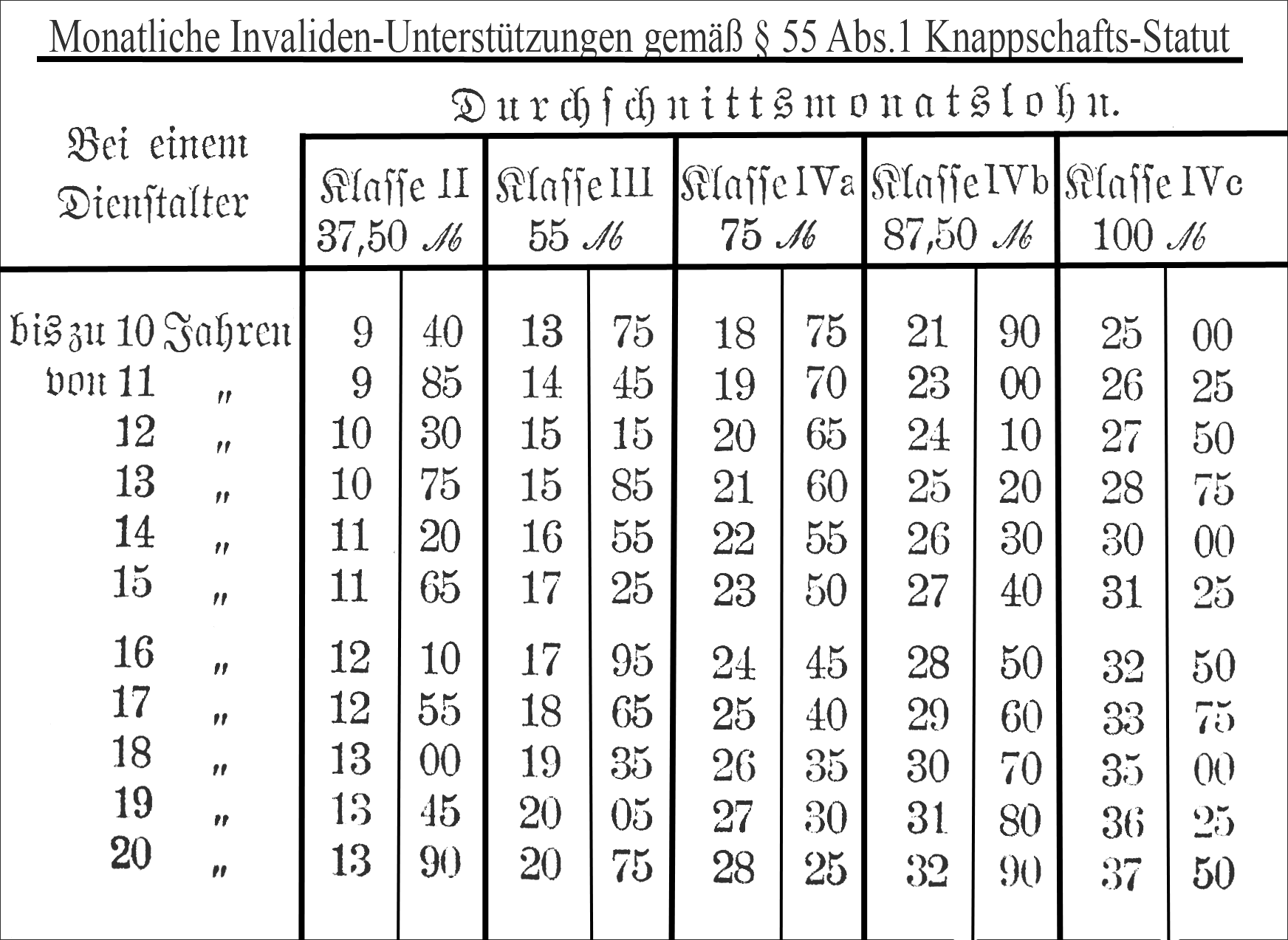
Tabelle betreffend knappschaftliche Invalidenunterstützungen
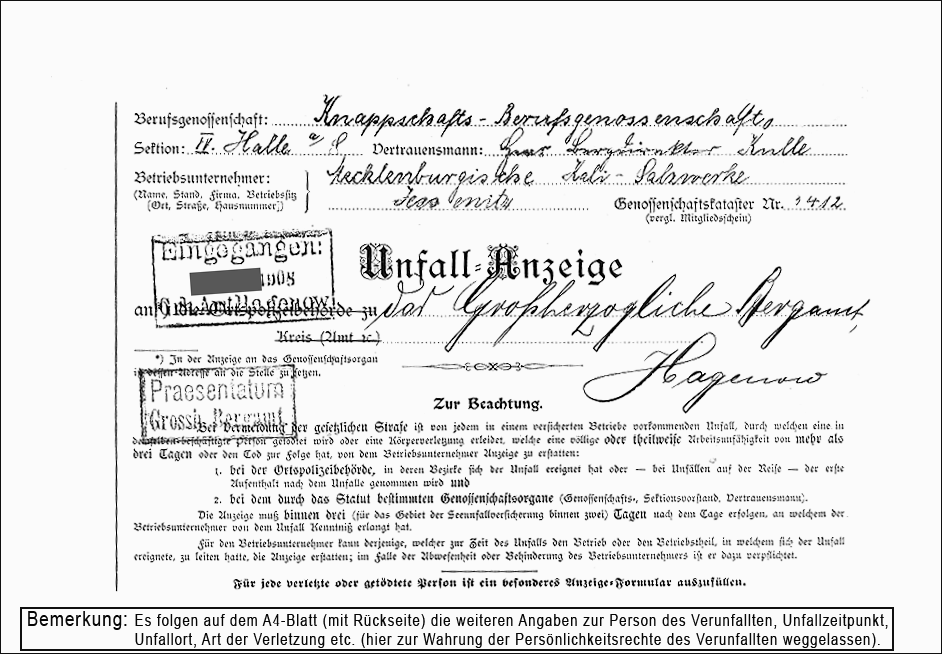
Anzeige eines Unfalls auf dem Kali- und Steinsalzbergwerk Jessenitz an die Knappschafts-Berufsgenossenschaft Halle
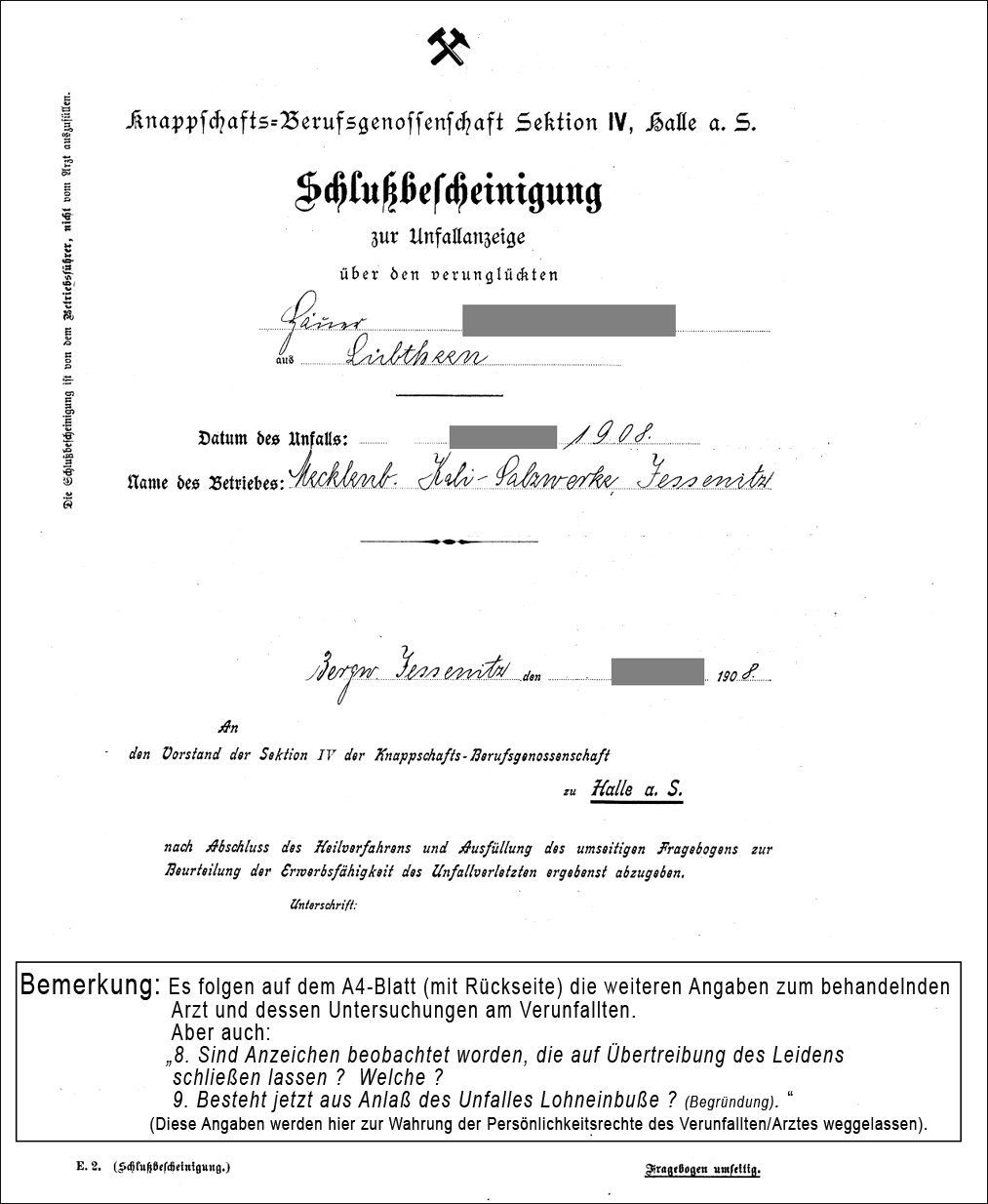
Schlussbescheinigung zur Unfallanzeige eines Unfalls auf dem Kali- und Steinsalzbergwerk Jessenitz an die Knappschafts-Berufsgenossenschaft Halle

Im Statut des „Halberstädter Knappschafts-Vereins zu Halberstadt“ von 1891 war u. a. geregelt, dass den ständigen Mitgliedern zu gewähren sei:
[…] „a) in Krankheitsfällen Krankenunterstützung, bestehend aus freier Kur (hier im Sinne einer kostenlosen ärztlichen Behandlung), Arznei und Krankengeld“
b) „im Falle des Todes ein Sterbegeld sowie der Witwe und den ehelichen oder solchen gleich zu achtenden Kindern Witwen- und Waisenunterstützung“ sowie
c) „im Falle dauernder Arbeitsunfähigkeit eine Invalidenunterstützung“.
Zeitweilig beschäftigte Mitglieder (so bezeichnete „unständige“) hatten aber auch eine weitreichende Unterstützung zu erwarten. Diese umfasste die gleiche Leistung wie zuvor unter a) beschrieben; im Todesfalle ein Sterbegeld und im Falle eines Betriebsunfalles eine Invaliden- bzw. Witwen- und Waisenunterstützung.
Die Knappschaftsmitglieder hatten keine freie Wahl des Kurortes, der erforderlichen Arzneien und des zu behandelten Arztes. Dies gab die Kasse den Mitgliedern im Einzelfall vor. Eine Zuzahlungspflicht, wie heute üblich, oblag den bedürftigen Kassenmitgliedern jedoch nicht. Hatte ein in einem Krankenhaus Untergebrachter noch Angehörige, deren Unterhalt er bisher aus seinem Arbeitsverdienst bestritten hatte, so erhielten diese die Hälfte des Krankengeldes. In Fällen großer Bedürftigkeit konnte dieser Betrag auch auf den vollen Betrag des Krankengeldes erhöht werden. Wer sich jedoch der vom Knappschaftsarzt angeordneten und vom Kassenvorstand beschlossenen Unterbringung in eine solche Gesundheitseinrichtung verweigerte oder sich dort der Behandlung entzog, verlor alle Ansprüche für sich und seine Angehörigen. Freie Kur und Arzneimittel wurden längstens für sechs Monate gewährt.
Auf den Vereinswerken (wie hier in Mecklenburg) beschäftigte Mitglieder mussten sich im Falle der Erkrankung zunächst bei ihrer Werksverwaltung oder bei dem zuständigen Knappschaftsältesten selbst oder durch eine zuverlässige Person als krank melden und den ihnen von ihrem (Haus-)Arzt ausgestellten Krankenschein dem zuständigen Knappschaftsarzt zusenden lassen.
Außerhalb eines „Kursprengels“ (= Amtsbezirk/-bereich) Wohnende hatten nur Anspruch auf Kur und Arznei, wenn sie sich zur Behandlung an den Wohnsitz des Knappschaftsarztes bemühten. Der Autor dieses Artikels konnte bislang noch nicht ergründen, ob es in Mecklenburg überhaupt einen niedergelassenen Knappschaftsarzt gab. Das Knappschaftsstatut sah jedoch vor, dass […] „Sofern diesen [gemeint sind die auf einem Vereinswerk Beschäftigten] wegen der Entfernung ihres Wohnortes von dem des Knappschaftsarztes die Inanspruchnahme des letzteren unmöglich ist, dann ihnen das Krankengeld…erhöht werde“; ihnen sozusagen eine Beihilfe für erforderliche Fahrkosten bewilligt wurde (§ 41 Absatz 1 des Statuts).
Nach § 45 des Statuts erhielt ein Versicherter kein Krankengeld, wenn er sich die Krankheit „vorsätzlich oder bei schuldhafter Betheiligung an Schlägereien oder Raufhändeln, durch Trunkfälligkeit oder durch geschlechtliche Ausschweifung zugezogen haben und sofern sie nach dem Zeugnisse des behandelnden Arztes mehr als drei Tage hintereinander außer Stande waren, ihre Berufsarbeit zu verrichten, vom 4. Tage der Krankheit bezw. nach dem Aufhören der Lohnzahlungen an für jeden Arbeitstag die Hälfte des durchschnittlichen Tagelohns ihrer Klasse, jedoch mindestens die Hälfte des ortsüblichen Tagelohns“ (§ 45 Abs. 1 des Statuts).
Bei „Nachweisliche[r] Simulation, Verrichtung von Arbeiten, oder Entfernung vom Hause ohne ärztliche Erlaubniß, Besuch von Wirthshäusern und öffentlichen Vergnügungen“ konnte der Knappschaftsvorstand dieses mit einer Ordnungsstrafe i. H. bis zu 5 Mark ahnden (§ 49 Abs. 3 des Statuts).
Krankengelder wurden nur auf Grund einer Bescheinigung der Werksverwaltung, des Knappschaftsältesten und des Knappschaftsarztes gezahlt. In dieser Bescheinigung musste ausdrücklich angegeben werden: […] „a) die Krankheit b) Beginn und Dauer derselben c) daß dieselbe nicht vorsätzlich oder bei schuldbarer Betheiligung an Schlägereien oder Raufhändeln, durch Trunkenheit oder geschlechtliche Ausschweichungen entstanden ist und, d) daß sie Arbeitsunfähigkeit in der angegebenen Zeit verursacht hat. Die Krankengeldzahlung erfolgt nur für den unter b) bezeichneten Zeitraum“ [sic](§ 48 des Status).
Das tägliche Krankengeld betrug für alle Kassenmitglieder zwischen 0,75 Mark (für die Lohn-Klasse II) und bis zu 2,00 Mark (für die Lohn-Klasse IVc). Das Krankengeld wurde bis zur Wiederherstellung der Arbeitsfähigkeit gewährt, falls diese vor Ablauf von sechs Monaten eintrat. Trat die Arbeitsunfähigkeit infolge eines Betriebsunfalls ein, wurde Krankengeld bis zum Ablauf der 13. Kalenderwoche gezahlt. Bei Weiterbestehen der Arbeitsunfähigkeit fanden die Bestimmungen des Paragraphen 5 des Unfallversicherungsgesetzes vom 6. Juli 1884 Anwendung. Halbinvaliden, welche noch mit leichter Arbeit auf Vereinswerken beschäftigt wurden, erhielten im Krankheitsfalle die Hälfte des Krankengeldes ihrer Lohnklasse, welcher sie bei Eintritt ihrer Invalidisierung angehörten, mindestens aber die Hälfte des ortsüblichen Tagelohns.
Invalidenunterstützung wurde allen Mitgliedern der Knappschaftskasse bei nicht vorsätzlich herbeigeführten Betriebsunfällen sowie unter anderen gewissen Voraussetzungen, wie im Falle einer über die Zeit des Bezugs von Krankengeld hinausgehende dauernde Arbeitsunfähigkeit, gewährt. Aber auch nur, wenn diese Arbeitsunfähigkeit unverschuldet war.
Die Invalidenunterstützung für einen bei der Werksarbeit „unständigen“ Verunglückten betrug monatlich 18 Mark. Bei „Ständigen“ war es nach Dienstalter und Lohnklasse des Invalidisierten gestaffelt.
Das sogenannte Sterbegeld zur Begleichung der Begräbniskosten betrug zwischen 30 Mark (für die Lohn-Klasse II) und 80 Mark (für die Lohn-Klasse IVc).

## Die Knappschaftsoberversicherungsämter
Auf der Grundlage der §§ 63 Absatz 1 Nr. 2, 64, 65 und 113 der Reichsversicherungsordnung wurde zum 1. Juli 1912 für 13 Knappschaftsvereine – unter ihnen auch der Halberstädter Knappschaftsverein in Halberstadt – für deren Beschäftigte die Norddeutsche Knappschafts-Pensionskasse in Halle die Invaliden- und Hinterbliebenenversicherung besorgte, ein besonderes Oberversicherungsamt unter dem Namen „Knappschafts-Oberversicherungsamt“, abgekürzt KOVA, mit Sitz in Halle a.d. Saale errichtet. Dieses Amt war dem Oberbergamt Halle angegliedert. Es hatte die Aufgabe, alle nach der Reichsversicherungsordnung den Oberversicherungsämtern obliegenden Geschäfte die Invaliden- und Hinterbliebenenversicherung betreffend zu besorgen.
| Knappschaftsoberversicherungsamt in: | Der Bezirk des Knappschaftsoberversicherungsamtes erstreckt sich auf die: |
| ------------------------------------ | ------------------------------------------------------------------------- |
| Bonn                                 | Aachener-, Niederrheinische- und Brühler Knappschaft                      |
| Dortmund                             | Ruhr- und Siegerländer Knappschaft                                        |
| Clausthal                            | Hannoversche- und Thüringische Knappschaft                                |
| Halle (Saale)                        | Halberstädter-, Mansfelder-, Hallesche- und Brandenburgische Knappschaft  |
| Breslau                              | Niederschlesische- und Oberschlesische Knappschaft                        |
| München                              | Süddeutsche Knappschaft                                                   |
| Freiberg                             | Sächsische Knappschaft                                                    |
| Darmstadt                            | Gießener Knappschaft                                                      |

Das betraf die Ansprüche derjenigen Beschäftigten und ihrer Hinterbliebenen, die in einem der KOVA unterstellten Betrieb die letzte, die Versicherung begründende Beschäftigung ausgeübt hatten (weiterführend siehe). Auf Grund des § 163 Absatz 2 des Reichsknappschaftsgesetzes vom 23. Juni 1923 (RGBl.I. S. 431) hatten die nebenstehenden, mit ihren Bezirken bezeichneten Knappschaftsoberversicherungsämter auch die Aufgaben einer höheren Spruch- und Beschlußbehörde für die Versicherungsleistungen nach dem Reichsknappschaftsgesetz wahrzunehmen.
Die beabsichtigte Zuordnung der Mecklenburgischen „Vertragswerke“ des Halberstädter Knappschaftsvereins an das zu gründende Oberversicherungsamt Halle belegt ein Schreiben des Königlichen Oberbergamtes Halle an das Großherzogliche Mecklenburgische Ministerium des Innern vom 5. Januar 1912, in dem es heißt:
[…] „Der Herr Minister für Handel und Gewerbe beabsichtigt, für den Bezirk unseres Oberbergamtes gemäß § 63 der Reichsversicherungsordnung ein besonderes Oberversicherungsamt zu errichten, das an das hiesige Oberbergamt angegliedert werden soll…Es ist in Aussicht genommen, die Zuständigkeit des besonderen Oberversicherungsamtes auf die der Norddeutschen Knappschaftspensionskassen angehörenden Knappschaftsvereine des hiesigen Bezirkes zu beschränken“. Im diesbezüglichen Antwortschreiben vom 28. März 1912 erklärte das Mecklenburgische Innenministerium […]. .„seine Bereitschaft, gemeinschaftlich mit Preußen einem dem dortigen Oberbergamt anzugliedernden besonderen Ober-Versicherungsamt die Streitigkeiten aus der reichsgesetzlichen Unfall-, Invaliden- und Hinterbliebenenversicherung zu übertragen, somit die dem Halberstädter Knappschaftsverein angehörigen hiesigen Kalibergwerksbetriebe zu Lübtheen und Jessenitz in Betracht kommen“.

## Die Pensionskasse

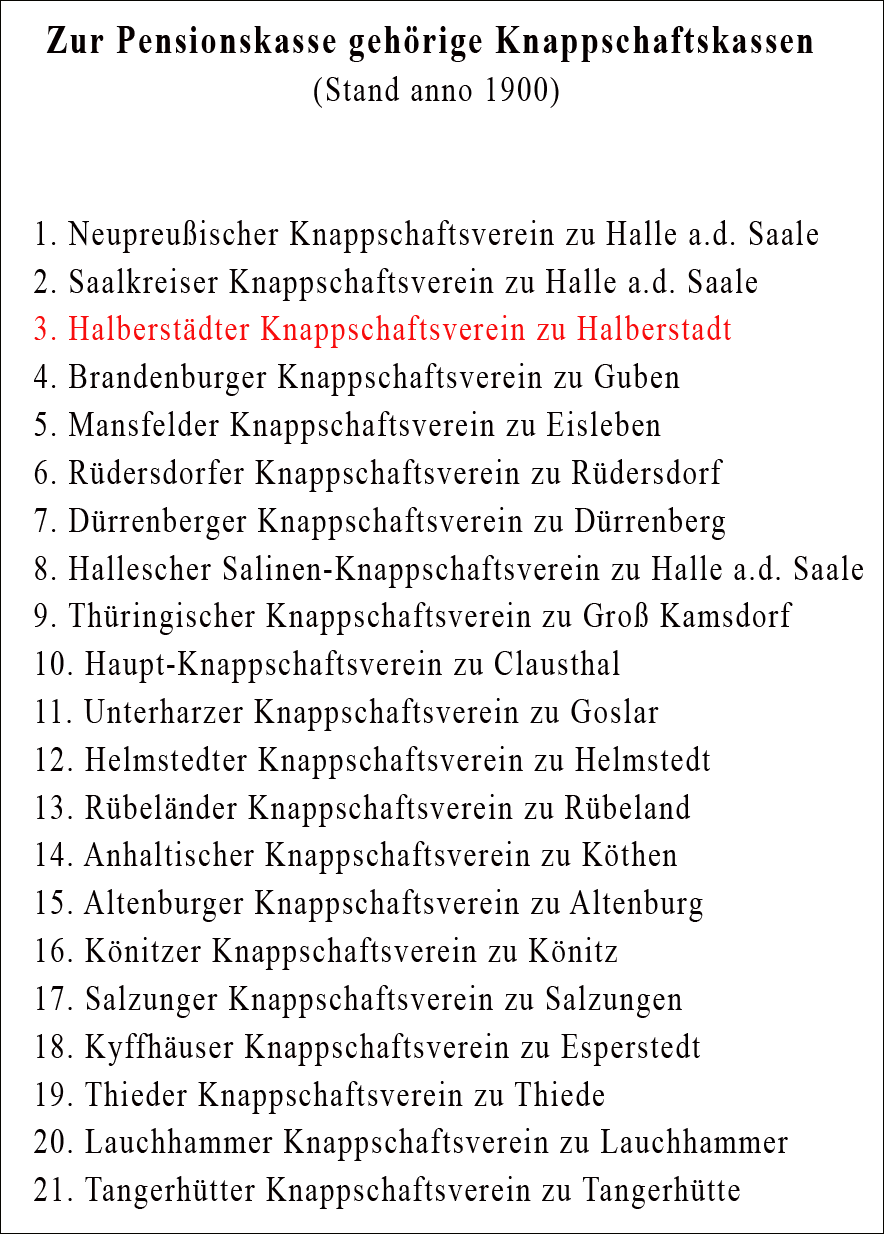
Auflistung der Mitglieder der „Norddeutschen Knappschafts-Pensionskasse“ für das Jahr 1900

Durch das Invalidenversicherungsgesetz vom 13. Juli 1899, welches das Gesetz, betreffend die Invaliditäts- und Altersversicherung vom 22. Juni 1889 (RGbl. Bd. 1889 Nr. 13, Seite 97–144, insgesamt 162 Paragraphen umfassend) ablöste, wurde eine Anpassung des Statuts der Pensionskasse erforderlich. Diese neue Fassung trat zusammen mit dem Invalidenversicherungsgesetz am 1. Januar 1900 in Kraft.
Versicherungspflichtig waren nach § 1 dieses Gesetzes alle Personen vom vollendeten sechzehnten Lebensjahre ab, welche als Arbeiter, „Gehülfen“, Gesellen, Lehrlinge oder Dienstboten gegen Lohn oder Gehalt beschäftigt werden. Des Weiteren Betriebsbeamte sowie Handlungsgehilfen und -Lehrlinge (ausschließlich der in Apotheken beschäftigten Gehilfen und Lehrlinge), welche Lohn oder Gehalt beziehen, deren regelmäßiger Jahresarbeitsverdienst an Lohn oder Gehalt aber zweitausend Mark nicht übersteigt, sowie die gegen Lohn oder Gehalt beschäftigten Personen der Schiffsbesatzung deutscher Seefahrzeuge und von Fahrzeugen der Binnenschifffahrt.
Gemäß § 9 war der Anspruch auf Gewährung einer Invaliden- beziehungsweise Altersrente Gegenstand der Versicherung. Invalidenrente erhielt ohne Rücksicht auf das Lebensalter derjenige Versicherte, welcher dauernd erwerbsunfähig war. Eine durch einen Unfall herbeigeführte Erwerbsunfähigkeit begründete den Anspruch auf Invalidenrente nur insoweit, als nicht nach den Bestimmungen der Reichsgesetze über Unfallversicherung eine Rente zu leisten ist.
Altersrente erhielt, ohne dass es des Nachweises der Erwerbsunfähigkeit bedurfte, derjenige Versicherte, welcher das siebzigste Lebensjahr vollendet hatte.
Die Wartezeit (gem. § 15) betrug bei der Invalidenrente fünf Beitragsjahre; bei der Altersrente dreißig Beitragsjahre.
Als Krankenkassen im Sinne dieses Gesetzes galten die Orts-, Betriebs-(Fabrik-), Bau- und Innungskrankenkassen, die Knappschaftskassen sowie die Gemeindekrankenversicherung und landesrechtliche Einrichtungen ähnlicher Art.

Die Norddeutsche Knappschafts-Pensionskasse nahm unter den zugelassenen Kasseneinrichtungen eine Sonderstellung insofern ein, dass sie vom Nachprüfungsrecht des Reichsversicherungsamtes freigestellt war. Sie war einer Landesversicherungsanstalt gleichgestellt und ihre Geschäftsführung stand nur unter der Aufsicht des Königlichen Oberbergamtes Halle. Die in dieser Kasse versicherten Personen erhielten die im Statut der Halberstädter Knappschaftskasse vorgeschriebenen Invaliden- und Altersrenten(gem. § 31 des Statuts).
Im Jahre 1900 gehörten zur Pensionskasse 21 Knappschaftsvereine (siehe rechte Tabelle). Als Vergleich: 1896 existierten allein in Preußen 73 Knappschaftsvereine; sie umfassten 1741 Berg-, Hütten- und Salzwerke mit insgesamt 444.767 Knappschaftsmitgliedern. Interessant in dieser Statistik ist die Angabe, dass es im Jahre 1896 insgesamt 884 tödliche Unfälle in den Knappschaftsbezirken gab.
Die Organisationsstruktur der Pensionskasse war gegliedert in Kommissar, Vorstand, Aufsichtsrat, Generalversammlung und Schiedsgerichte.